# Miyashiro
Miyashiro (宮代町?) è una cittadina giapponese della prefettura di Saitama.